# Tercer ventricle
El tercer ventricle és la cavitat del sistema ventricular situat en el diencèfal. Es comunica amb els ventricles laterals a través del forat de Monro, i amb el quart ventricle a través de l'aqüeducte de Silvi.